# Чесна гра (фільм, 1995)
«Чесна гра» (англ. Fair Game) — американський бойовик 1995 року, знятий режисером Ендрю Сайпсом.

## Сюжет
Кетрін Макквін, красуня жінка-адвокат, сама того не підозрюючи, випадково вмішується у велику гру працівників колишнього КДБ. Її хочуть прибрати як дрібну, але дошкульну перешкоду. Однак випадок зводить її з детективом Максом Кіркпатріком, який також виявляється втягнутим в «гру» та втрачає трьох своїх друзів — поліцейських.
Разом вони пробують сховатися, але їхнє місцезнаходження постійно виявляється відомим переслідувачам. Починається справжнє полювання, в якому ще поки не відомо, хто мисливець, а хто жертва.

## У ролях
| Актор                | Роль                 |
| -------------------- | -------------------- |
| Вільям Болдуін       | Макс Кіркпатрік      |
| Сінді Кроуфорд       | Кейт МакКвін         |
| Стівен Беркофф       | полковник Ілля Казак |
| Крістофер МакДональд | лейтенант Меєрсон    |
| Мігель Сандоваль     | Еміліо Хуанторена    |
| Йохан Карло          | Джоді Кіркпатрік     |
| Сальма Хаєк          | Ріта                 |
| Джон Бедфорд Ллойд   | детектив Луіс Арагон |
| Олек Крупа           | Жуков                |
| Дженетт Голдстін     | Роза                 |